# Agustín Coss
Agustín Coss (23 de mayo de 1962; Ciudad de México) es un ex-futbolista mexicano. 
Jugó en la selección de fútbol de México que participó en la Copa Mundial de Fútbol Juvenil de 1981, jugando contra Egipto, Alemania Federal y España en la primera fase. Marcó un gol contra España.

## Clubes en los que jugó
- Club Zacatepec
- Atlético Español
- Club Necaxa
- Club Deportivo Coyotes Neza
- Club Deportivo Guadalajara
- Cruz Azul